# Huxel (Sprockhövel)
Huxel ist eine Hofschaft im Stadtteil Gennebreck der Stadt Sprockhövel im Ennepe-Ruhr-Kreis, Nordrhein-Westfalen.

## Lage und Beschreibung
Huxel liegt im südwestlichen Teil des Sprockhöveler Stadtgebiets an der Stadtgrenze zu Wuppertal im Süden an der gleichnamigen Kreisstraße K14 zwischen Schaumlöffel und Stöckerbecke.
Nachbarorte sind Stoppelbruch, Stöcken, Stöckerbrögel, Kreiskotten, Kuhstoß auf Sprockhöveler und Winkelstraße, Flanhard und Sauerholz auf Wuppertaler Stadtgebiet. Bei Huxel entspringt ein Quellbach des Deilbachs.
Huxel besteht seit dem 18. Jahrhundert aus drei Wohnplätzen in zwei getrennten Siedlungsbereichen. Die beiden nördlichen liegen bei ⊙ und ⊙ und der südliche bei ⊙.  Im ersten Drittel des 20. Jahrhunderts kam bei ⊙ ein vierter hinzu.

## Geschichte
Huxel bestand laut einem Gennebrecker Güterverzeichnis bereits 1704 aus ein oder zwei Hofgütern.
Der Name Huxel (früher Huxholl) leitet sich laut häufiger Deutung von Hucke (= Kröte) und Ohl (= Tal) ab und soll folglich Krötental bedeuten. Derks verwirft aber diese Deutung und verweist auf gleich benamte Orte der Region, für die als frühe Formen Hukeshoel überliefert ist. Demnach leitet sich der Name aufgrund des Genitivs im Bestimmungswort von as. und mnd. Hûk, Hûkes (= Uhu, Eule) und nmd. hol (= Loch, Höhle) ab, bedeutet also Eulenhöhle.
Der Ort gehörte bis 1807 der Bauerschaft Gennebreck (In der Gendenbraken buyr) innerhalb des Hochgerichts und der Rezeptur Schwelm des Amts Wetter in der Grafschaft Mark an. Laut dem Schatzbuch der Grafschaft Mark von 1486 gab in der Bauerschaft mit 17 Steuerpflichtigen ein Hanß Huxhoel 3 Goldgulden an Abgabe.
Von 1807 bis 1814 war Huxel aufgrund der napoleonischen Kommunalreformen im Großherzogtum Berg Teil der Landgemeinde Gennebreck innerhalb der neu gegründeten Mairie Hasslinghausen im Arrondissement Hagen, die nach dem Zusammenbruch der napoleonischen Administration nun der Bürgermeisterei Haßlinghausen (ab 1844 Amt Haßlinghausen) im Landkreis Hagen (ab 1897 Kreis Schwelm, ab 1929 Ennepe-Ruhr-Kreis) angehörte.
Huxel erscheint auf der Niemeyersche Karte, Ausgabe Spezialkarte des Bergwerkdistrikts des Distrikts Blankenstein, von 1788/89 mit drei Wohnplätzen und zusammen sieben Gebäuden. Der Ort ist auf der Preußischen Uraufnahme von 1840 als Im Huxel verzeichnet. Ab der Preußischen Neuaufnahme von 1892 ist der Ort auf Messtischblättern der TK25 als Huxel verzeichnet.
1818 und 1822 lebten 18 Menschen im als Kotten kategorisierten Ort. Der laut der Ortschafts- und Entfernungs-Tabelle des Regierungs-Bezirks Arnsberg 1839 als Im Huxholl (Huxel) bezeichnete Ort besaß zu dieser Zeit sechs Wohnhäuser und ein landwirtschaftliches Gebäude. Zu dieser Zeit lebten 52 Einwohner im Ortsbereich, davon 51 evangelischer und einer katholischer Konfession.
Die Gemeinde- und Gutbezirksstatistik der Provinz Westfalen führt 1871 den Ort als Colonie mit 16 Wohnhäusern und 173 Einwohnern auf, wobei vermutlich aufgrund der im Vergleich zu späteren Registern hohen Zahl an Gebäuden und Einwohnern benachbarte Wohnplätze mit hinzugezählt wurden. Das Gemeindelexikon für die Provinz Westfalen gibt 1885 für das Gehöft Huxel eine Zahl von 106 Einwohnern an, die in sieben Wohnhäusern lebten. 1895 besitzt der Ort sieben Wohnhäuser mit 81 Einwohnern, 1905 zählt der Ort sieben Wohnhäuser und 70 Einwohner.
Am 1. Januar 1970 wurde das Amt Haßlinghausen aufgelöst und die amtsangehörige Landgemeinde Gennebreck mit Huxel in die Stadt Sprockhövel eingemeindet.